# Camissonia breviflora
Camissonia breviflora är en dunörtsväxtart som först beskrevs av John Torrey och A. Gray, och fick sitt nu gällande namn av John Earle Raven. Camissonia breviflora ingår i släktet Camissonia och familjen dunörtsväxter. Inga underarter finns listade i Catalogue of Life.